# Norman Erlich
Naum Isaac Erlich (Buenos Aires, 7 de marzo de 1932-ib., 6 de noviembre de 2007), popularmente conocido como Norman Erlich, fue un actor y humorista argentino de prolífica trayectoria, hijo de inmigrantes polacos y muy ligado al humor judío.
Trabajó en teatro, cine, televisión y escribió varios libros. Acompañó a figuras como Osvaldo Pacheco, Jorge Porcel, Adriana Aizemberg, Daniel Hendler, Juan Carlos Calabró y Susana Giménez en su actividad artística.
Una de sus participaciones más recordadas fue en la película costumbrista El abrazo partido, donde interpretaba a un rabino con ascendente sobre los locatarios de una típica galería comercial en la zona de Once. Su último trabajo en televisión fue una participación en Casados con hijos en el año 2005.

## Filmografía
- Las muñecas que hacen ¡pum! (1979) ...Supervisor
- El poder de la censura (1983)
- Todo o nada (1984) ...Carlos Rossi
- Brigada explosiva (1986) ...Cicatriz
- Sin escape (1987)
- Mujer-Mujer (1987) (Episodio "Negocios son negocios")
- La clínica loca (1988)
- La peste (1991) ...Dr. Castel
- Policía corrupto (1996) ...Forense
- Cohen vs. Rosi (1998) ...David
- La Argentina de Tato (1999) (Norman Borenzstein)
- El abrazo partido (2003)
- 18-J (2004) (Episodio "Mitzvah")
- Palermo Hollywood (2004)

## Televisión
- 1996: Ta Te Show, conducido por Leonardo Simons y, luego, por Silvio Soldán.
- 2004: La niñera, como Gregorio. Ep: "La ira ola está de fiesta"

## Video
- Y... Dónde está el hotel? (1989)
- Expertos en tetología (1989)
- Más loco que un crucero (1990)
- La risa está servida (1991)
- Vi-Norman Erlich (????)

## Libros publicados
- Humor Erlich, Manrique Zago Ediciones, 1992.

## Teatro
- Socios en el amor (1996) con Juan Manuel Tenuta.